# Gimnazija Vukovar
Gimnazija Vukovar srednja je škola smještena u Vukovaru (Vukovarsko-srijemska županija). Gimnazija Vukovar ostvaruje odgojno-obrazovne programe gimnazije općeg, prirodoslovno-matematičkog i jezičnog smjera.

## Utemeljenje Gimnazije
Inicijativa za osnivanjem gimnazije pokrenuta je 1871. godine. Hrvatski je sabor davne 1891. godine izdao dozvolu za osnivanje male četverorazredne realke u Vukovaru nakon što se građanstvo dvadeset godina trudilo u teškim uvjetima mađarizacije pokrenuti akcije za osnivanjem gimnazije o općinskom trošku. Trebalo je ispraviti nepravdu sadržanu u činjenici da Vukovar kao ugledno trgovište i sjedište Srijemske županije nije imalo realnu gimnaziju.
Mala je realka počela raditi u prostorijama općinske gostionice Kod zvijezde. Prvi ravnatelj bio je Josip Vitanović, a upisana su 44 učenika – samo dječaci, jer djevojčicama nije bio dopušten upis. 

## Izgradnja nove zgrade
Godine 1894. izgrađena je velika, reprezentativna, školska jednokatnica iza katoličke (franjevačke) crkve, na malo povišenom položaju odakle se pružao prekrasan pogled na Dunav i grad. Gradnja je počela u proljeće i završena je do jeseni iste godine kada je 6. listopada 1894. izvršeno preseljenje Realke u nove prostorije. Pročelje je dugo 43 m, desno krilo 20 m, a lijevo krilo 16 m. Otraga je prostrano dvorište, a naprijed je bio uređen lijep vrt s rijetkim primjercima drveća i cvijeća. Osim učionica predviđeni su kabineti za fiziku i kemiju, te risaonica i glazbena dvorana. Gradnju su izveli domaći graditelji: F. Hampel, A. Tokoš i M. Puches. Gradnja je stajala ukupno 35 500 forinti.
Posveta nove zgrade održana je 11. studenoga 1894. godine. Sudjelovali su brojni vukovarski građani i gosti, predstavnici županijskih i općinskih vlasti i zastupnik Visoke kr. zemaljske vlade. Održani su brojni govori, pročitana imena velikog broja dobrotvora i utemeljitelja ove škole, te su se prisutni upisali u spomen-knjigu. U holu zgrade, uz pjevanje učeničkog zbora, otkrivena je spomen-ploča sljedećeg sadržaja:

UČILIŠTE OVO OSNOVANO I SAGRAĐENO JE

SLOGOM, POŽRTVOVNOŠĆU

I USTRAJNOŠĆU GRAĐANSTVA VUKOVARSKOGA 1894.

Istoga dana navečer održani su učenički koncert i pučka zabava. Otpjevana je «Lijepa naša domovina» a čisti prihod bio je namijenjen nabavci školskog barjaka.
Od 1895. godine u gimnaziju su se mogle upisati i djevojčice. Iste se godine uvodi latinski i francuski jezik, a realka postaje realna gimnazija. Istodobno se pojavila težnja da škola preraste u višu, te da njezino financiranje preuzme država. 

## 20. stoljeće
Od 1906. godine otvaraju se viši razredi, a 1911. godine školu su završili prvi maturanti (abiturienti).
Tek 1912. godine financiranje potpuno preuzima Zemaljska vlada. Škola je tada u svih osam razreda imala 240 učenika, od toga 70 učenica.
Godine 1907. počele su aktivnosti na proširenju školske zgrade da bi se mogli smjestiti viši razredi i dogradnja dvorane za tjelovježbu, ili kako se tada govorili «gombaona». Ovim je zahvatom zaokružena cjelina školskog objekta. Zgrada je kasnije temeljito rekonstruirana tek za potresa 60-ih godina 20. stoljeća. Tako je Vukovar dobio vrlo važan školski objekt, koji će u narednim desetljećima pohađati mnoge generacije učenika.

## Domovinski rat
U vrijeme Domovinskog rata, gimnazijska palača u cijelosti je uništena.
 Od 1991. do 1998. godine stajala je tako razrušena, zaboravljena i izložena vremenskim utjecajima. Škola je obnovljena 2000. godine na ponos svih Vukovaraca i iste te godine započela je i nastava.

## 21. stoljeće
Škola danas ima odjeljenja koja nastavu prate na hrvatskome jeziku i odjeljenja koja nastavu prate na srpskome jeziku. Nastavnici i učenici aktivno se uključuju u projekte i razne izvannastavne aktivnosti i tako sudjeluju u društvenom i kulturnom životu lokalne zajednice ali i šire. S ponosom nastavljaju stope istaknutih vukovarskih gimnazijalaca. Nasljeđe vrijedno čuvanja a samim time i izazov i poziv za nastavak tradicije danas i u vremenima koja nadolaze. Nastavnici vukovarske gimnazije svjesni činjenice da se odgojem i obrazovanjem prenosi i usvaja cjelokupno socijalno naslijeđe kao skup kulturnih vrijednosti te moral, radno iskustvo i običaji nastavljaju dalje. 
Bogato iskustvo i tradicija primjenjuju se u novim životnim uvjetima i na taj način učenicima se omogućuje dolaženje do novih znanja, vještina, otkrića i iskustava. Time škola odgovorno i samouvjereno odgaja i obrazuje buduće građane spremne za uključivanje u cjelokupni društveni život kao njegovi aktivni graditelji.
Godine 2017. gimnazija je postala veleposlanik Europskog parlamenta. Na svečanosti proglašenja, povelju je ravnatelju škole dodijelila hrvatska europarlamentarka Ruža Tomašić. Odabrana je kao jedan od 14 hrvatskih škola koje povode program približavanja prednosti članstva Hrvatske u Europskoj uniji.
U Gimnaziji Vukovar već niz godina učenici na raznim natjecanjima iz područja robotike i programiranja dobivaju zlatne medalje. Tako su se prvo 2018. prijavili na projekt Generacija NEXT, za koji su osmislili cijeli plan pametnoga grada, a njihov uspjeh omogućio im je opremu za nastavak intenzivnijeg rada u robotici i programiranju.
Prijavili su se i na Arduino Day Challenge, gdje su imali konkurenciju od čak 600 projekata. Svu su konkurenciju “pomeli” i postali svjetski prvaci. I s INOVA-e godinu dana prije učenici su donijeli zlatnu medalju, a pobjednički niz nastavljaju i u 2020.

## Vanjske poveznice
- Službena stranica škole  Arhivirana inačica izvorne stranice od 8. kolovoza 2010. (Wayback Machine)